# ATP Challenger Chicago
Das ATP Challenger Chicago (offizieller Name: Chicago Challenger) ist ein seit 2018 stattfindendes Tennisturnier in Chicago. Es ist Teil der ATP Challenger Tour und wird im Freien auf Hartplatz ausgetragen.

## Liste der Sieger

### Einzel
| Jahr                         | Sieger          | Finalgegner    | Ergebnis      |
| ---------------------------- | --------------- | -------------- | ------------- |
| 2025                         | Michael Zheng   | Hsu Yu-hsiou   | 6:4, 6:2      |
| 2024                         | Gabriel Diallo  | Bu Yunchaokete | 6:3, 7:63     |
| 2023                         | Alex Michelsen  | Yūta Shimizu   | 7:5, 6:2      |
| 2022                         | Roman Safiullin | Ben Shelton    | 6:3, 4:6, 7:5 |
| 2019–2021: nicht ausgetragen |                 |                |               |
| 2018                         | Denis Istomin   | Reilly Opelka  | 6:4, 6:2      |

### Doppel
| Jahr                         | Sieger                            | Finalgegner                            | Ergebnis          |
| ---------------------------- | --------------------------------- | -------------------------------------- | ----------------- |
| 2025                         | Mac Kiger Ryan Seggerman          | Theo Winegar Michael Zheng             | 6:4, 3:6, [10:5]  |
| 2024                         | Luke Saville Li Tu                | Mac Kiger Benjamin Sigouin             | 6:4, 3:6, [10:3]  |
| 2023                         | Miķelis Lībietis Skander Mansouri | Chung Yun-seong Andrew Harris          | 7:65, 6:3         |
| 2022                         | André Göransson Ben McLachlan     | Evan King Mitchell Krueger             | 6:4, 6:73, [10:5] |
| 2019–2021: nicht ausgetragen |                                   |                                        |                   |
| 2018                         | Luke Bambridge Neal Skupski       | Leander Paes Miguel Ángel Reyes Varela | 6:3, 6:4          |